# Crímenes imperceptibles
Crímenes imperceptibles (editado en España como Los crímenes de Oxford) es una novela del argentino Guillermo Martínez, ganador del Premio Planeta Argentina 2003.
Es una novela de trama policial, que conjuga elementos tomados de la filosofía, matemática y otras ramas del saber, al narrar los actos de un asesino múltiple, cuyos crímenes siguen una serie aritmética, con intrigas, ambigüedades, lógica y teoremas matemáticos involucrados.

En la obra aparecen algunos sesgos ligeramente autobiográficos, dado que los protagonistas son un joven matemático argentino becado en Oxford y su profesor, un eminente especialista en lógica.
A lo largo de toda la novela, existen una serie de elementos simbólicos que, en tanto símbolos, remiten al lenguaje matemático, al álgebra y a la lógica, dentro de una estructura narrativa de policial inglés clásico.
Esta obra fue traducida a más de 35 idiomas y llevada al cine con el nombre Los crímenes de Oxford por el director español Álex de la Iglesia. Ediciones posteriores de la novela tomarían ese título.